# مارك غوتليب
مارك غوتليب (بالإنجليزية: Mark Gottlieb)‏ هو مهندس ومهندس مدني وسياسي أمريكي، ولد في 11 ديسمبر 1956 في الولايات المتحدة. حزبياً، نشط في الحزب الجمهوري. وقد انتخب عضو جمعية ولاية ويسكونسن.